# 누벨 바그 (1990년 영화)
누벨 바그(Nouvelle Vague, New Wave)는 프랑스에서 제작된 장 뤽 고다르 감독의 1990년 드라마 영화이다. 알랭 들롱 등이 주연으로 출연하였고 알랭 사르드 등이 제작에 참여하였다.

## 출연

### 주연
- 알랭 들롱
- 도미지아나 지오다노
- 자크 다끄민

### 조연
- 크리스토퍼 오덴트
- 롤랜드 암스터츠
- 세실 레이거
- 로랑스 코테

## 제작진
- 미술: 안느 마리 미에빌